# Bad Brains
Bad Brains es un grupo musical estadounidense, reconocido como una de las primeras bandas de hardcore punk, aunque en su repertorio aparecen otros estilos, como el reggae y el metal. Formada en el año 1976 en Washington como una banda de jazz fusión con el nombre de Mind Power, son a menudo considerados como pioneros del hardcore punk. A pesar de eso, la banda rechaza el término "hardcore" para describir su música en general.
Los miembros de la banda son practicantes de la religión Rastafari.

## Carrera e historia

### Inicios
Los miembros de Bad Brains se conocieron en el suburbio de District Heights, Washington D. C., Maryland.
El guitarrista Gary Miller, alias «Dr. Know», ya había tocado el bajo en varias bandas funk de la zona y entre esos cambios de banda conoció a Darryl Jennifer, quien más tarde sería el bajista del grupo. Luego se les unieron los hermanos Paul (alias «H.R.») y Earl Hudson (voz y batería, respectivamente) y comenzaron como una banda híbrida jazz funk llamada Mind Power. Al cabo de varios meses, un amigo los metería dentro del punk al escuchar a Dead Boys; tras ello, se transformaron totalmente y cambiaron su nombre a Bad Brains, por el título de una canción («Bad Brain») de Ramones.
A principios de 1978, los miembros del grupo vivían juntos en una casa de Bayway, Maryland, que Doc consiguió gracias al mánager de Rustler Steak House, donde trabajaba. H.R. y Darryl también consiguieron trabajos, pero no duraban mucho, por lo que terminaron lavando autos. Earl trabajaba lavando ropa en el hospital. Más adelante, H.R. entró a trabajar en Atlantic Research and Development, una fábrica de bombas que manufacturaba Stinger y misiles MX. Darryl, sin permiso de conducir, pasaba a buscarlos a medianoche para ir a ensayar a la casa en Bayway.
Para comenzar a hacerse conocidos, realizaron carteles y dieron conciertos gratuitos en el sótano de su casa; también vendieron ellos mismos su demos
. Posteriormente, tuvieron una gran demanda en los conciertos punk de D.C. Antes de dejar D.C. a finales de 1978, los Slickee Boys les recomendaron que grabaran sus canciones en Inner Ear Studios, en Arlington, Virginia. Grabado en junio de 1979, Black Dots es el resultado de esta sesión.
Para aquel entonces, Inner Ear Studios era el sótano de Don Zietara (lugar que sirvió para grabar numerosos clásicos del hardcore punk, tales como el EP Minor Disturbance de The Teen Idles). Para la grabación, Don estaba instalado en las escaleras que daban a la cocina, Dr. Know y Darryl tenían el espacio principal del sótano, Earl estaba sentado en la batería, con el cuerpo completamente dentro de un armario, y H.R. estaba al principio de las escaleras que daban al patio, sosteniendo el micrófono (se puede oír al hijo menor de Don hablando a H.R. y unos grillos entre canción y canción).
Todo salió bien en la grabación y Black Dots representa su primer repertorio en vivo y su primera canción propia, «Don't Need It». Con los meses, las canciones eran cada vez más rápidas y caóticas y terminaron definiendo el estilo hardcore, imitado profusamente por numerosas bandas en las décadas posteriores.

### La marcha aNueva York
Cuando en junio de 1979 actuaron como teloneros de The Damned, en el nightclub Bayou de Georgetown los guardias expulsaron a Darryl a la calle tras un incidente y se prohibió al grupo el acceso al club. Además, The Atlantis estaba siendo reconstruido, por lo que no veían un buen futuro en D.C. Por ese motivo, se mudaron a Nueva York, donde había locales donde actuaban grupos de música punk, como el Max's Kansas City, el Tier 3, el Peppermint Lounge, el A 7, el famoso CBGB, entre otros.
Allí tuvieron la posibilidad de grabar independientemente su primer sencillo de 7 pulgadas, Pay to Cum, en diciembre de 1979 e incluso un vídeo de 15 minutos, titulado My Picture in the Movies Baby. El video consistía en una actuación en CBGB en 1979. Después de eso, se volvieron uno de los grupos con mayor renombre de Nueva York y comenzaron a influir en muchos otros de esa ciudad y D.C.
El sencillo apareció finalmente en junio de 1980, autoeditado en su sello Bad Brains Records. Su primera publicación, sin embargo, tuvo lugar con la inclusión del tema «Don't Bother Me» (también conocido como «You») en el recopilatorio The Best of Limp, editado unos meses antes.
Para 1981, viajaron a tocar a California. En marzo de 1982 salió su primer casete, considerado por algunos músicos como el mejor disco hardcore punk de la historia. La cinta Bad Brains, publicada por el sello especializado en casetes ROIR Tapes, contenía sonidos thrash, punk y también reggae, ya que se habían aproximado a la cultura rastafari en 1980.
1983 vio la publicación de Rock For Light, un disco extremadamente veloz, con algunas canciones antiguas grabadas nuevamente, además de canciones nuevas, agresivas, y tres temas reggae. El disco lo produjo Ric Ocasek, el famoso líder de The Cars.
En 1984 se disolvieron por primera vez, pero volvieron a juntarse a fines de 1985 y editaron I Against I en 1986 en el sello SST, totalmente renovados y lanzándose a nuevas giras a lo largo de 1987, tras las cuales el grupo se volvió a disolver.
Tras la publicación, en 1988, de un disco en vivo (Live, también en SST), se reunieron otra vez y grabaron para el sello Caroline el LP Quickness, un disco totalmente distinto, combinando metal con punk y algunos sonidos funk. Después de ese disco se produjeron grandes diferencias musicales: H.R. y Earl querían dedicarse totalmente al reggae, mientras que Dr. Know y Darryl querían tocar metal. Eso hizo que H.R. y su hermano dejaran el grupo, lo que no impidió que Darryl y Dr. Know grabasen Rise, otro disco en la línea de Quickness, con un clon vocal de H.R. y otro baterista.

### Última etapa
En 1994, se juntaron nuevamente y grabaron God of Love al año siguiente, basado en el reggae y el heavy metal de fusión. A fin de promocionar el disco, se unieron a Beastie Boys, quienes también habían dejado el hardcore de sus inicios para convertirse en una banda que experimentaba con diferentes estilos (sobre todo el hip hop). Sin embargo, para los fanes de su revolucionario estilo hardcore, God of Love es su peor disco.
Mientras cruzaban la frontera con Canadá, H.R. fue detenido por posesión de droga. Los miembros del grupo fueron advertidos por sus colegas de Beastie Boys de que si los problemas continuaban, la gira debería darse por concluida. Tras ese incidente, H.R. golpeó brutalmente a su mánager antes de un concierto e intentó matar a su hermano.
Durante una actuación en esa gira, H.R. golpeó con el atril de un micrófono a un par de chicos, pensando que le estaban escupiendo: ambos fueron hospitalizados y ello dio fin a la gira. Se le detectó a H.R. un nivel de esquizofrenia medio. Visto el fracaso de la gira, se disolvieron, aparentemente de forma definitiva, pero en 2001 se reunieron para un concierto, bajo el nombre de Soul Brains, tocando los antiguos temas con el furor de aquella época original del punk.
En 2003, grabaron un disco de dub y reggae, titulado I And I Survived.
El 24 y 25 de febrero de 2006, dieron un concierto en el clásico local CBGB de Nueva York, asegurando que habría muchos más a continuación. Su último disco, Build a Nation, es como una versión moderna de lo que habían sido casi 30 años atrás. Adam Yauch, de los Beastie Boys, se encargó de la producción.
También participaron en una de los últimos conciertos hardcore de CBGB, tomando parte en la noche de reapertura del club en Las Vegas, tras su clausura a mediados de 2006 en Nueva York.
En 2007 apareció su álbum "Build a Nation" y realizaron diversas giras internacionales. En 2008, fueron de gira por Latinoamérica, pasando por países como Chile, Argentina y Brasil.

## Discografía
Álbumes de estudio
| Año                      | Título          | Estilos que incluye     |
| 1979 (publicado en 1996) | Black Dots      | Punk, hardcore          |
| 1980                     | Pay to Cum 7"   | Punk, hardcore          |
| 1982                     | Bad Brains      | Punk, hardcore, reggae  |
| 1983                     | Rock for Light  | Punk, hardcore, reggae  |
| 1986                     | I Against I     | Hardcore, metal         |
| 1989                     | Quickness       | Metal crossover, reggae |
| 1993                     | Rise            | Metal crossover, reggae |
| 1995                     | God of Love     | Metal crossover, reggae |
| 2002                     | I & I Survived  | Reggae, dub             |
| 2007                     | Build a Nation  | Hardcore, reggae        |
| 2012                     | Into the Future | Hardcore, reggae        |

Discos en directo y recopilatorios
| Año  | Título                              |
| 1988 | Live                                |
| 1990 | The Youth Are Getting Restless      |
| 1991 | Spirit Electricity                  |
| 2001 | Live at Maritime Hall San Francisco |
| 2003 | Banned in D.C.: Greatest Riffs      |